# WhoCares
Gli WhoCares sono stati un supergruppo musicale hard rock britannico attivo dal 2011 al 2012.

## Storia del gruppo e beneficenza
Il gruppo è stato creato da Ian Gillan e Tony Iommi per sostenere un progetto di beneficenza in Armenia tramite la pubblicazione di un disco i cui proventi sono appunto destinati alla costruzione di una scuola a Gyumri.
Nel maggio 2011 è stato pubblicato il doppio singolo Out of My Mind / Holy Water, mentre nel luglio 2012 è uscita la raccolta Ian Gillan & Tony Iommi: WhoCares, che contiene oltre ai due brani altri lavori datati di Black Sabbath, Deep Purple e non solo.

## Formazione
La line-up originale del gruppo era composta dal cantante Ian Gillan (Deep Purple) e dal chitarrista Tony Iommi (Black Sabbath).
Altri importanti artisti hanno contribuito alla realizzazione del progetto, in particolare hanno dato il loro apporto artistico il tastierista Jon Lord (Deep Purple), il bassista Jason Newsted (Metallica), il batterista Nicko McBrain (Iron Maiden) e il chitarrista Mikko "Linde" Lindström (HIM).

## Discografia
Album
- 2012 - Ian Gillan & Tony Iommi: WhoCares (raccolta)

Singoli
- 2011 - Out of My Mind / Holy Water